# Ralph Netzer
Ralph Netzer (* 25. April 1963) ist ein deutscher Kameramann aus Berlin.
Ralph Netzer wurde Anfang der 1990er Jahre als Kameraassistent tätig, seit 1995 ist er als eigenständiger Kameramann aktiv. Zu seinen Arbeiten gehören Dokumentar-, Kino- und Fernsehfilme sowie Serien.
Netzer ist Mitglied im Berufsverband Kinematografie (BVK).

## Filmografie (Auswahl)
- 1995: In Your Shoes (Kurzfilm)
- 1999: Drei Chinesen mit dem Kontrabass
- 2001: Die achte Todsünde: Gespensterjagd
- 2003: Polizeiruf 110: Pech und Schwefel
- 2003: Boatpeople (Dokumentarfilm)
- 2003: Silent Waters
- 2003: Die Ritterinnen
- 2004: Tatort: Sechs zum Essen
- 2004: Polizeiruf 110: Die Maß ist voll
- 2005: Tatort: Ein Glücksgefühl
- 2008: Wilsberg: Interne Affären
- 2009–2016: Tierärztin Dr. Mertens (Fernsehserie, 15 Folgen)
- 2007: Polizeiruf 110: Taubers Angst
- 2007: KDD – Kriminaldauerdienst (Fernsehserie, 2 Folgen)
- 2007: Tatort: Kleine Herzen
- 2009: Endstation der Sehnsüchte (Dokumentarfilm)
- 2010: Tatort: Hitchcock und Frau Wernicke
- 2011–2019: Der Kriminalist (Fernsehserie, 17 Folgen)
- 2011: Polizeiruf 110: Blutige Straße
- 2012: Polizeiruf 110: Bullenklatschen
- 2013: Tatort: Machtlos
- 2014: Busenwunder – Geheimnisse eines herausragenden Körperteils (Dokumentarfilm)
- 2014: Das Gelände (Dokumentarfilm)
- 2015–2016: Der Staatsanwalt (Fernsehserie, 4 Folgen)
- 2019: Ich bin Anastasia (Dokumentarfilm)
- 2022: Polizeiruf 110: Das Licht, das die Toten sehen
- 2023: Zimmer mit Stall – Das Blaue vom Himmel